# Internationale Gesellschaft für historische Alpenforschung
Die Internationale Gesellschaft für historische Alpenforschung (Association Internationale pour l’Histoire des Alpes, Associazione Internazionale per la Storia delle Alpi, International Society for Alpine History) mit Sitz in Mendrisio fördert die Forschung zur Geschichte der europäischen Alpen und veröffentlicht eine Jahreszeitschrift. Das Laboratorio di Storia delle Alpi an der Universität der italienischen Schweiz ist die Geschäftsstelle der Gesellschaft und entwickelt eigene wissenschaftlichen Aktivitäten.
Die Gesellschaft befasst sich mit der Geschichte des  Alpenraums Frankreich, Monaco, Italien, Schweiz, Liechtenstein, Österreich, Deutschland, Slowenien und fördert wissenschaftliche Kontakte mit Bergregionen in anderen Teilen Europas und der Welt. Gegründet wurde sie 1995 durch den Schweizer Historiker Jean-François Bergier. Sie organisiert im Zweijahresrhythmus Kongresse an wechselnden Orten der Alpen über spezifische Themen wie räumliche Mobilität; Gebirge und Stadt; materielle Kultur usw. Seit den 2000er Jahren hat die Gesellschaft eine eigene Forschungsinitiative zur Geschichte des Tourismus lanciert. Die Mitgliedschaftsrechte der Gesellschaft sind an das Abonnement der Zeitschrift gebunden.

## Zeitschrift
Die Zeitschrift der Gesellschaft heißt seit 1996 „Histoire des Alpes – Storia delle Alpi – Geschichte der Alpen“. Die Zeitschrift wird peer-reviewed und veröffentlicht wissenschaftliche Artikel in Deutsch, Französisch und Italienisch, mit englischen Abstracts. In der Regel präsentiert sie im einen Jahr  Beiträge zu den Kongressen der Gesellschaft und im nächsten Jahr ein thematisches Dossier. Für individuelle Beiträge von Forschenden aus dem Alpenraum und anderen Regionen steht jedes zweite Jahr ein „Forum“-Teil zur Verfügung. Die Zeitschrift ist im Druckformat und in einer Open-Access-Version verfügbar.

## LabiSAlp
Das Laboratorio di Storia delle Alpi (LabiSAlp) ist Teil der Università della Svizzera italiana (Fakultät Accademia di Architettura) und befindet sich in der Villa Argentina, einem  Bau aus dem 19. Jahrhundert in Mendrisio (Tessin, Schweiz). Das LabiSAlp ist die Geschäftsstelle der Gesellschaft und entwickelt eigene Aktivitäten in diesem Bereich. Es organisiert wissenschaftliche Tagungen und öffentliche Vorträge und bildet einen Begegnungsort für eine Gruppe von jungen „assoziierten Forschenden“ aus den Universitäten des Alpenraums und darüber hinaus. Es initiiert auch Forschungsprojekte oder partizipiert an ihnen – zum Beispiel über die Geschichte der Wahrnehmung der Alpen seit der Renaissance; über die Alpen in Kriegszeiten; über die regionale ökonomische Entwicklung in den Alpen; über die Geschichte des Tourismus und der territorialen Regulierung usw. Neben der Jahreszeitschrift veröffentlicht das LabiSAlp auch die Buchreihe „Studies on Alpine History“ und die Working Papers „Percorsi di ricerca“.